# 羅伯茨 (印第安納州)
羅伯茨（英語：Roberts）是位於美國印地安納州方廷縣的一個非建制地區。該地的面積和人口皆未知。